# South Carlton
South Carlton – wieś i civil parish w Anglii, w Lincolnshire, w dystrykcie West Lindsey. W 2011 civil parish liczyła 168 mieszkańców. South Carlton jest wspomniana w Domesday Book (1086) jako Carletone/Carletune.